# تشاك فورمان
تشاك فورمان (بالإنجليزية: Chuck Foreman)‏ هو لاعب كرة قدم أمريكية أمريكي، ولد في 26 أكتوبر 1950 في فريدريك في الولايات المتحدة.

## وصلات خارجية
- تشاك فورمان على موقع مرجع كرة القدم المحترفة.كوم (الإنجليزية)